# Graham Gouldman
Keith Graham Gouldman (10 de mayo de 1946, Broughton, Lancashire) es un cantante, músico y cantautor inglés, fundador y miembro del grupo 10cc. Su estilo musical es el soft rock y el pop, y toca la guitarra y el bajo. En lo referente a la composición, es uno de los padres del popsike.
Desde 1963 participó en varios grupos en su ciudad de origen, pero en 1972 fundó 10cc, donde ha pasado la mayor parte de su carrera. También es productor, especialmente para el álbum Pleasant Dreams de los Ramones.
Sin embargo su mayor aporte a la música se fraguó por la vía de la composición, se puede decir que fue uno de los principales compositores de la llamada "british Invasion": "No milk Today", "Marcel's" y "Listen People" de los Herman's Hermits, "Schoolgirl" de los Mindbenders (también versionada por los Hollies), "Bus Stop", "Stop, Stop, Stop" y "Look through Any Window" de los Hollies, "For your Love" (también editada en solitario junto con "Pamela, Pamela" que versioneó Wayne Fontana), "Heart Full of Soul" y "Evil Hearted You" de los Yardbirds, "Some People" de los Chords Five o "Sad And Lonely" de Garden Odissey Enterprise (siendo su mejor versión la del grupo español Mi Generación bajo el título "Triste y Solo").

## Discografía

### Álbumes
- The Graham Gouldman Thing (1968) (EE. UU.)
- Animalympics (1980) (EE. UU.)
- And Another Thing... (2002)

### Singles
- "Pamela, Pamela" / "For Your Love" (1968)
- Sunburn (1979)

- Datos: Q540655
- Multimedia: Graham Gouldman / Q540655